# AriadnaRodríguez1112/Taller
Raja Hassan Abu 'Amasha (en árabe: رجاء حسن أبو عماشة raja hassan abu 'amasha) (1955-1938) fue una militante palestina nacida en el pueblo de Salama, cerca de Jaffa. Desde la Nakba de 1948, vivió como refugiada en el campo de Aqabat Jaber, próximo a Jericó.

## Biografía
Raja recibió parte de su educación primaria en las escuelas de Jaffa y completó su educación después de la Nakba en las escuelas de Jericó. Completó su educación secundaria en la escuela Al-Mamounia en Jerusalén en 1952.
Raja fue activista del movimiento estudiantil y nacional, y una de las fundadoras de la Unión General de Estudiantes Jordanos. También participó en el movimiento de mujeres en Cisjordania y en las protestas nacionalistas en 1955 contra las alianzas occidentales. El 19 de diciembre de 1955 encabezó una manifestación contra el Pacto de Bagdad, que pretendía que Jordania se anexara al mismo. Los manifestantes asaltaron la embajada estadounidense e izaron la bandera palestina en ella. Los soldados abrieron fuego contra Raja, causándole la muerte. Su cuerpo fue trasladado a Jericó, donde fue enterrado en un funeral nacional masivo a pesar del toque de queda que se había impuesto. Otras fuentes mencionan que murió en el acto mientras asaltaba la embajada turca y aún otras fuentes mencionan la embajada británica. Raja es considerada la primera mártir del movimiento estudiantil jordano.
Raja dejó varias casidas inéditas y algunos textos en prosa de carácter patriótico, así como varios artículos sobre la causa palestina y la lucha de las mujeres, parte de los cuales se han publicado en periódicos jordanos.
En 2021, el Ejército de Liberación de Palestina abrió el Centro Médico Raja Abu Amasha a la entrada del campo de refugiados de Yarmuk, cerca de Damasco, Siria.
El poeta Abd al-Karim al-Karmi la lamentó con unos versos que comenzaban con "Allí en la ladera de Jericó, de los restos de Palestina / hay una tumba al aire libre / junto a una carpa de llanto / está la tumba de la mártir de quince años". También le dedicó este poema: 
| Olvidada como mi país, Raja       |  |  | pasó como pasa un rayo de luz         |
| Se quedó dormida al pie de Jericó |  |  | y solo la lloraron lágrimas del cielo |

|  |
|  |